# Nguyễn Vũ Phong
Nguyễn Vũ Phong (sinh ngày 6 tháng 2 năm 1985 tại Tam Bình, Vĩnh Long) là một cầu thủ bóng đá người Việt Nam, hiện đang chơi cho câu lạc bộ Bình Phước

## Tiểu sử
Từ năm lên 7 tuổi, Nguyễn Vũ Phong đã theo anh trai là Nguyễn Vũ Phương - vốn là cựu tiền đạo tuyển huyện Tam Bình và tỉnh Vĩnh Long - tham gia thi đấu tại các trận đá phủi được tổ chức ngoài ruộng, sân trường và sau này là sân vận động xã. Tuy có vóc dáng nhỏ bé nhưng Vũ Phong lại có những cú đá "mu lai chân phải" rất mạnh và hiểm; kỹ thuật cá nhân rất tốt, có những pha đột phá, qua bóng "nhanh như gió" lại thi đấu rất "lỳ" và dai sức nên đội nào cũng muốn có mặt Phong trong đội hình khi "thi đấu".
Năm lên 9 tuổi, Phong được một huấn luyện viên đội năng khiếu của Tam Bình chọn vào đội U11 và kể từ sau đó, dù là người nhỏ nhất đội - về thể hình lẫn số tuổi - nhưng Phong vẫn luôn có mặt ở thành phần các đội U13, U15 của huyện và tỉnh. Không phụ lòng mong đợi, Vũ Phong đã dẫn dắt đội U15 Tam Bình giành chức vô địch giải bóng đá toàn tỉnh, tranh cúp Hội Nhà báo Vĩnh Long trong 2 năm liên tiếp (1998 -1999); riêng bản thân Phong cũng được trao 2 giải thưởng cá nhân cao quý nhất: Vua phá lưới, Cầu thủ xuất sắc nhất giải.
Đến kỳ thi tuyển vào Trường năng khiếu của tỉnh, Phong lại bị loại vì thiếu 1 cm chiều cao so với tiêu chuẩn 1m65 (chưa kể thiếu cân nặng).Tuy vậy, nhờ sự giới thiệu và bảo lãnh của các thầy, huấn luyện viên, quan chức ngành thể thao tỉnh-huyện, Vũ Phong vẫn được tuyển. Thời điểm ấy, đội bóng Vĩnh Long đã bị kỷ luật rớt hạng sau sự cố một cầu thủ đánh trọng tài trên sân nhà. Việc phải thi đấu ở giải hạng Nhì đã làm cho rất nhiều cầu thủ chuyển về đầu quân cho các địa phương khác hoặc từ giã bóng đá. Nhưng với tình yêu bóng đá, sự ủng hộ của cha mẹ, anh trai và lãnh đạo Sở Thể dục thể thao Vĩnh Long đã tiếp thêm nghị lực để Vũ Phong gắn bó với nghiệp quần đùi áo số.
Để phát huy và nâng cao trình độ của tiền vệ tài năng này, lãnh đạo Sở và ban huấn luyện đã gửi Phong đi học hỏi tại các đội tuyển trẻ Quốc gia phía Nam. Tại Trung tâm Huấn luyện Quốc gia II, Vũ Phong được các thầy Hồ Thu, Đoàn Minh Xương kéo xuống thi đấu ở vị trí Tiền vệ phải. Và từ đó anh đã thể hiện một phong độ ấn tượng khi trở về thi đấu cho đội nhà ở giải hạng ba trong vai trò của một tiền vệ cánh.

## Sự nghiệp cầu thủ
Vũ Phong bắt đầu sự nghiệp cầu thủ của mình ở đội Vĩnh Long. Năm 2002, Vũ Phong giành danh hiệu Vua phá lưới giải hạng ba và cùng Vĩnh Long lên chơi ở giải hạng nhì, Nguyễn Vũ Phong đã được triệu tập vào đội tuyển trẻ quốc gia Việt Nam và khoác áo đội tuyển U-18 Việt Nam dự giải vô địch Đông Nam Á năm 2003 và đội tuyển U-20 Việt Nam năm 2004.
Năm 2005, Vũ Phong được gọi lên đội tuyển U-23 Việt Nam, trở thành cầu thủ đầu tiên từ hạng nhì lên thẳng đội tuyển. Anh cũng đã sang Philipines dự SEA Games 23 nhưng chỉ là dự bị.
Năm 2006, Vũ Phong đã chuyển sang thi đấu cho Bình Dương và được gọi lên thi đấu cho đội tuyển quốc gia Việt Nam. Phong độ trồi sụt cùng những chấn thương của các tiền vệ Lê Tấn Tài, Thạch Bảo Khanh khiến Vũ Phong được xuất hiện nhiều hơn. Vị trí sở trường của Vũ Phong là tiền vệ cánh phải.
Mùa bóng 2007 là một mùa bóng thành công của Vũ Phong. Ở vòng loại Olympic Bắc Kinh 2008, Vũ Phong chính là một trong hai nhân tố chính - cùng với Lê Công Vinh - đưa đội Việt Nam lần đầu tiên tiến vào đến vòng sơ loại thứ ba với 4 bàn thắng anh ghi được (cầu thủ ghi bàn nhiều nhất đội) và thành công nhất là cùng đội tuyển Việt Nam vào đến tứ kết Cúp bóng đá châu Á. Trong màu áo đội Becamex Bình Dương, dù chỉ ghi được 1 bàn thắng nhưng Vũ Phong đã đóng góp công sức rất lớn vào thành tích lần đầu tiên giành chức VĐQG V-League của đội bóng đất Thủ. Với nền tảng thể lực, tốc độ, kỹ thuật cao, khả năng sút phạt rất tốt, tinh thần thi đấu kiên cường, Vũ Phong được đánh giá là tiền vệ cánh hay nhất V-League.
Năm 2008, anh lên đường cùng đội tuyển Việt Nam tham dự AFF Suzuki Cup 2008. Ở giải này anh đã thi đấu rất thành công, góp công lớn vào chức vô địch của đội tuyển Việt Nam. Ở trận gặp đội tuyển Malaysia, anh đóng vai người hùng khi ghi 2 bàn trong đó có một cú dứt điểm từ quá nửa sân để giúp đội tuyển Việt Nam thắng 3-2 . Trong trận chung kết lượt đi gặp đội tuyển Thái Lan, anh ghi bàn mở tỉ số từ một cú đánh đầu để giúp đội tuyển Việt Nam thắng trận 2-1 .
Tại giải AFF Suzuki Cup 2010 trong trận đấu vòng loại với Singapore, anh đã ghi bàn thắng quý giá ấn định chiến thắng 1-0 để xếp đầu bảng B đi tiếp vào vòng trong cùng với Philippines.
Ngày 4-8-2012, anh đã ghi được 4 bàn thắng trong trận gặp Vicem Hải Phòng trong chiến thắng 5-3 của Becamex Bình Dương.
Sau kì AFF Cup 2014 không thành công của đội tuyển Việt Nam (thất bại trước Malaysia với tổng tỉ số 5-4 ở hai lượt trận bán kết), Nguyễn Vũ Phong quyết định chia tay đội tuyển quốc gia sau 8 năm gắn bó, tổng cộng anh đã thi đấu 46 trận và ghi được 7 bàn thắng.

## Thành tích

### Vớiđội tuyển Việt Nam
- Vô địch AFF Suzuki Cup 2008

### Becamex Bình Dương
- Vô địch V-League: 2007, 2008
- Vô địch Siêu cúp Việt Nam: 2007, 2008
- Về nhì V-League: 2006, 2009

### Cá nhân
- Quả bóng đồng Việt Nam: 2008,2010
- Quả bóng bạc Việt Nam:2009

## Thống kê bàn thắng cho ĐTQG
| #  | Ngày                 | Địa điểm                                             | Đối thủ    | Ghi bàn | Kết quả | Giải đấu                          |
| -- | -------------------- | ---------------------------------------------------- | ---------- | ------- | ------- | --------------------------------- |
| 1. | 8 tháng 12 năm 2008  | Sân vận động Surakul, Phuket, Thái Lan               | Malaysia   | 3-2     | Thắng   | AFF Suzuki Cup 2008               |
| 2. | 8 tháng 12 năm 2008  | Sân vận động Surakul, Phuket, Thái Lan               | Malaysia   | 3-2     | Thắng   | AFF Suzuki Cup 2008               |
| 3. | 24 tháng 12 năm 2008 | Sân vận động Rajamangala, Băng Cốc, Thái Lan         | Thái Lan   | 2-1     | Thắng   | AFF Suzuki Cup 2008               |
| 4. | 14 tháng 1 năm 2009  | Sân vận động Quốc gia Mỹ Đình, Hà Nội, Việt Nam      | Liban      | 3-1     | Thắng   | Vòng loại Cúp bóng đá châu Á 2011 |
| 5. | 21 tháng 1 năm 2009  | Trung tâm Thể thao Hoàng Long, Hàng Châu, Trung Quốc | Trung Quốc | 6-1     | Thua    | Vòng loại Cúp bóng đá châu Á 2011 |
| 6. | 2 tháng 12 năm 2010  | Sân vận động Quốc gia Mỹ Đình, Hà Nội, Việt Nam      | Myanmar    | 7-1     | Thắng   | AFF Suzuki Cup 2010               |
| 7. | 8 tháng 12 năm 2010  | Sân vận động Quốc gia Mỹ Đình, Hà Nội, Việt Nam      | Singapore  | 1-0     | Thắng   | AFF Suzuki Cup 2010               |